# Mondhornkäfer

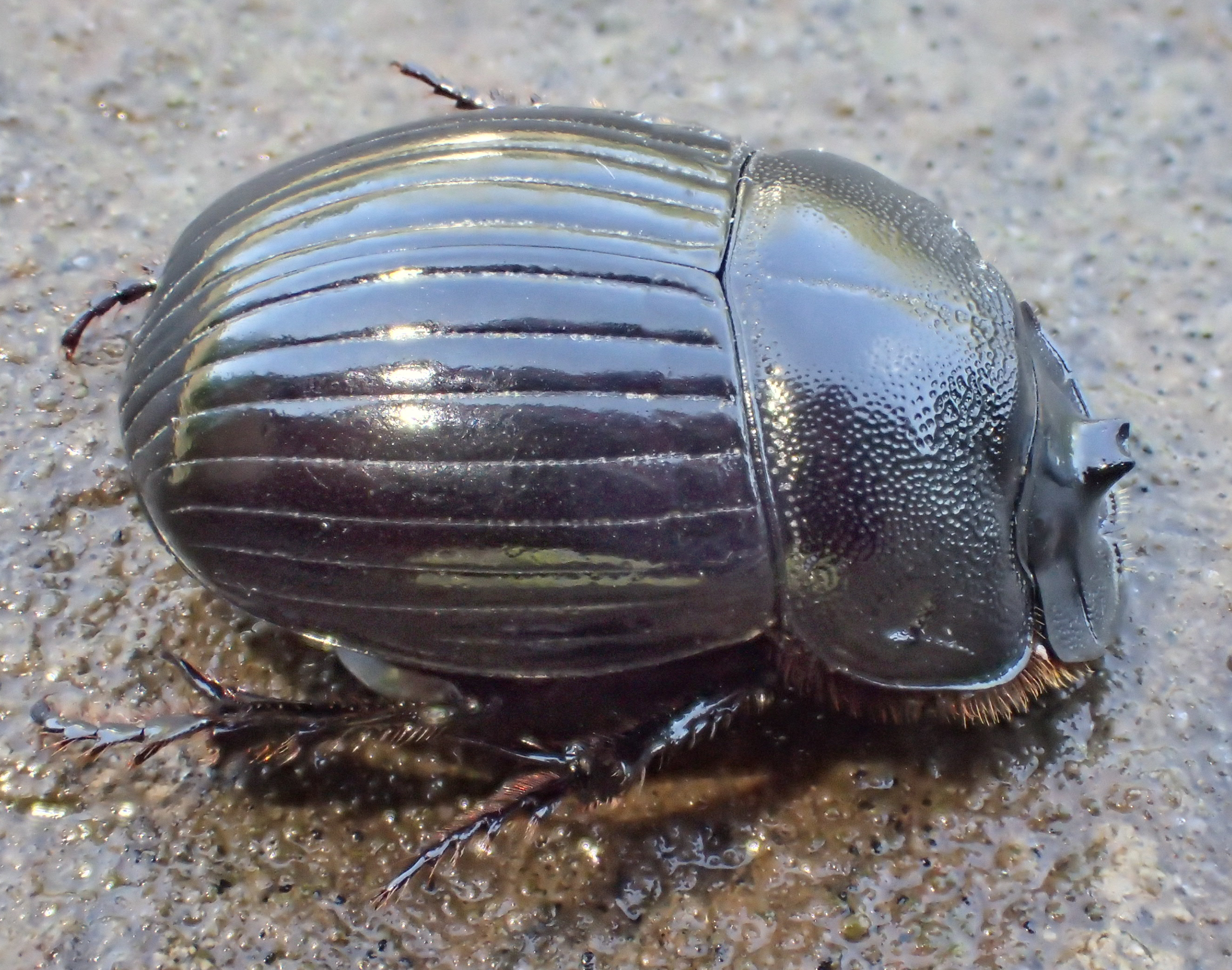
Weibchen von der Seite

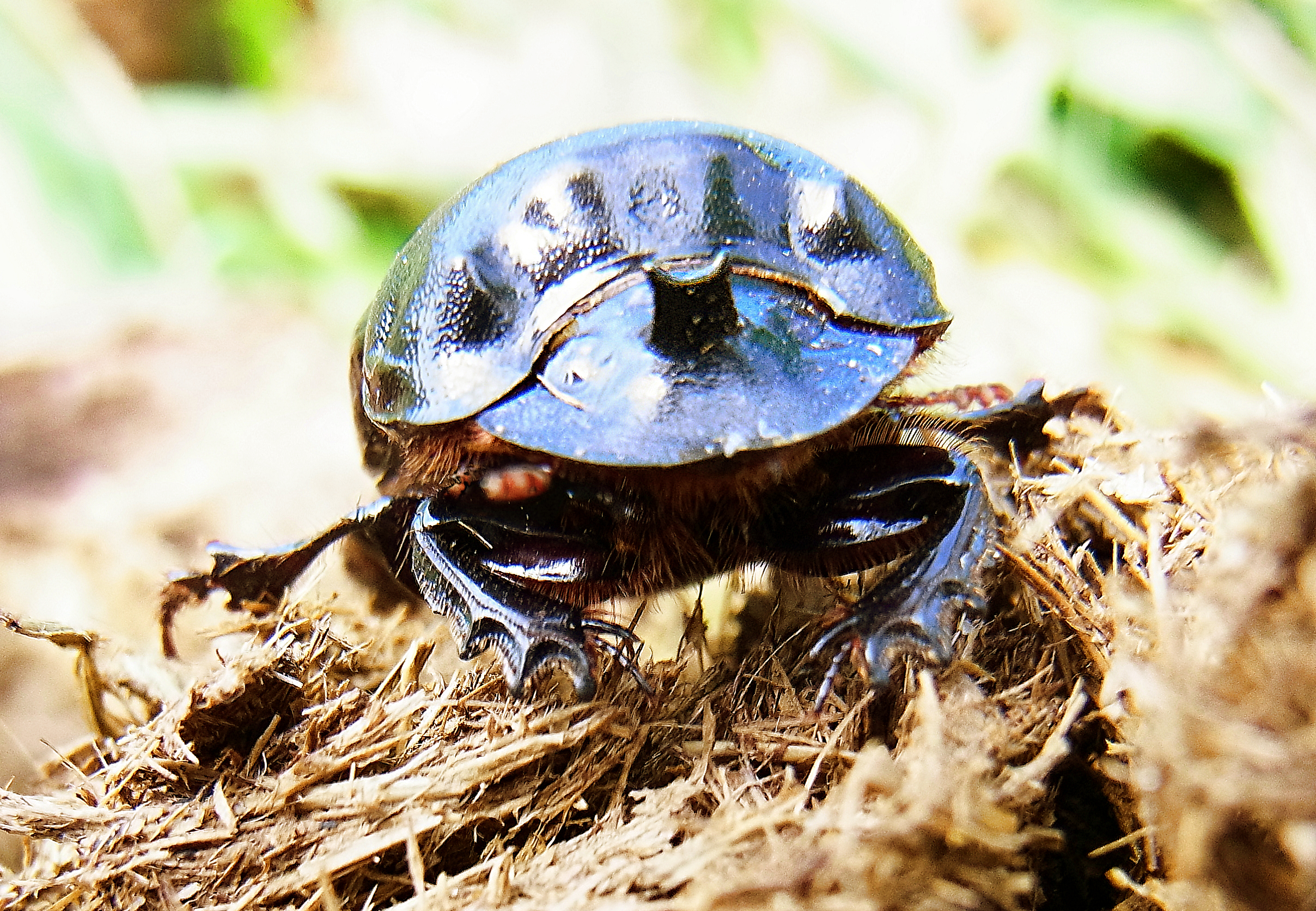
Weibchen von vorn

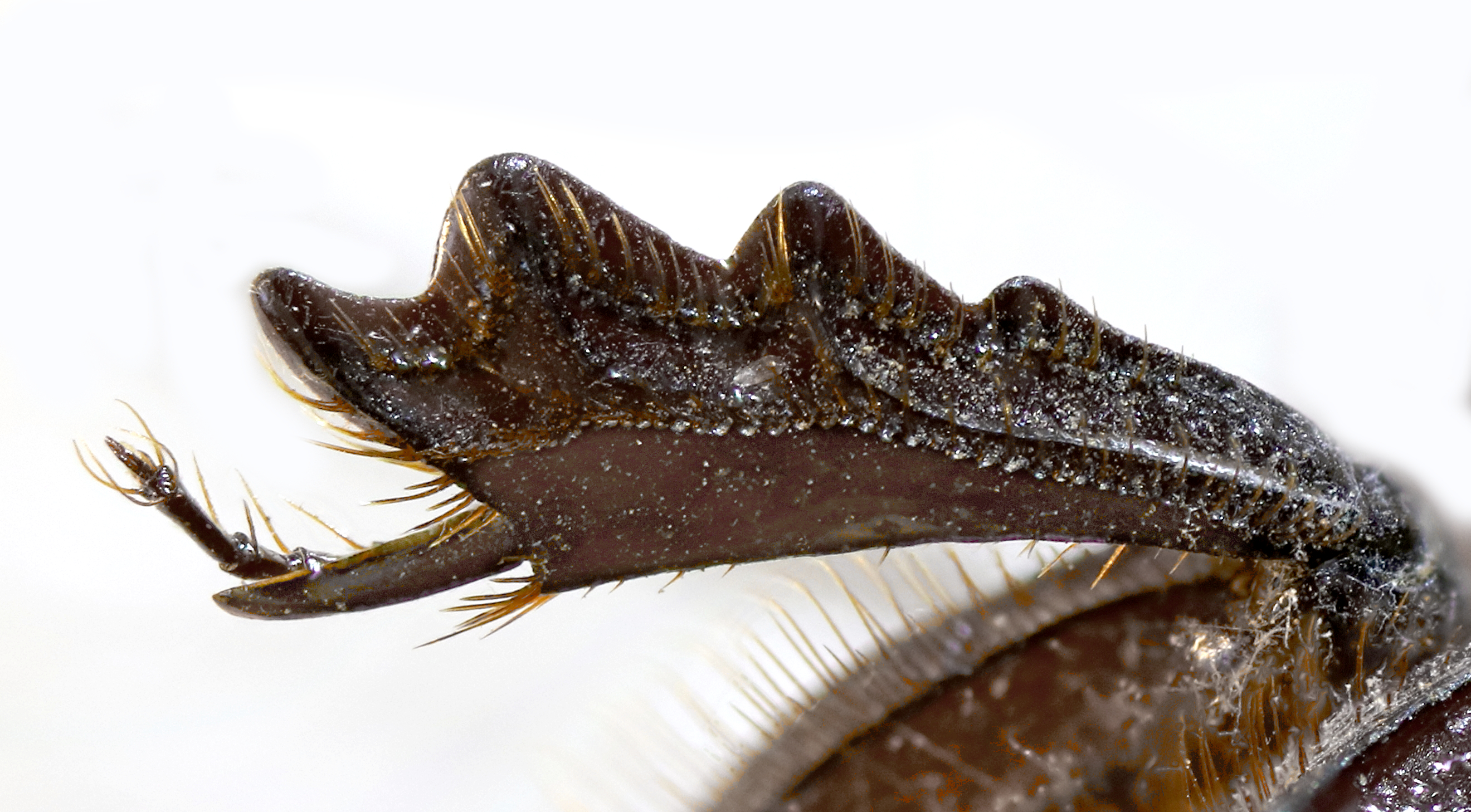
Die rechte Vorderschiene

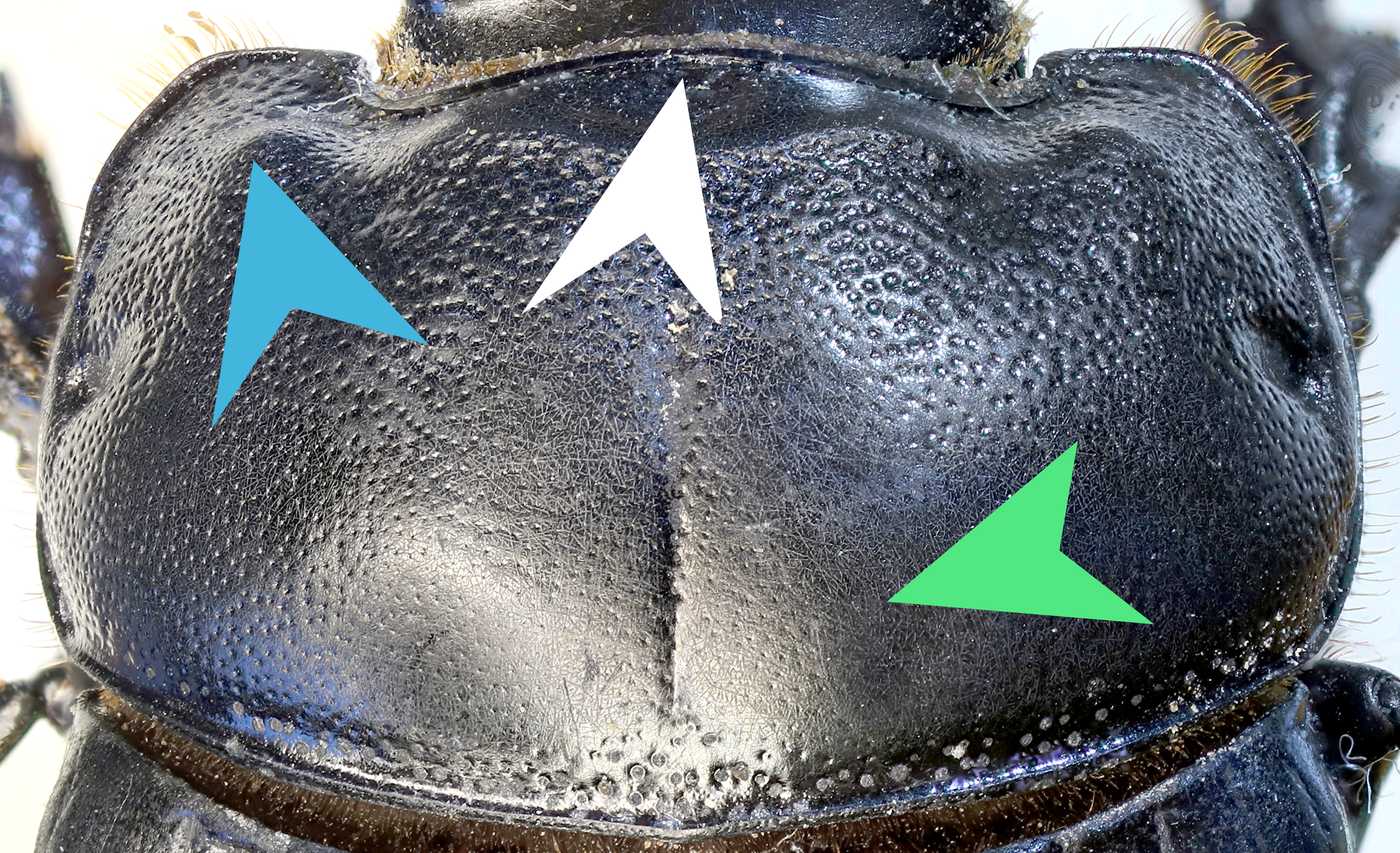
Halsschild des weiblichen Mondhornkäfers
weiß: gleichmäßig Rundung
grün: verlöschende Punktierung
blau: Ansatz Seitenzahn

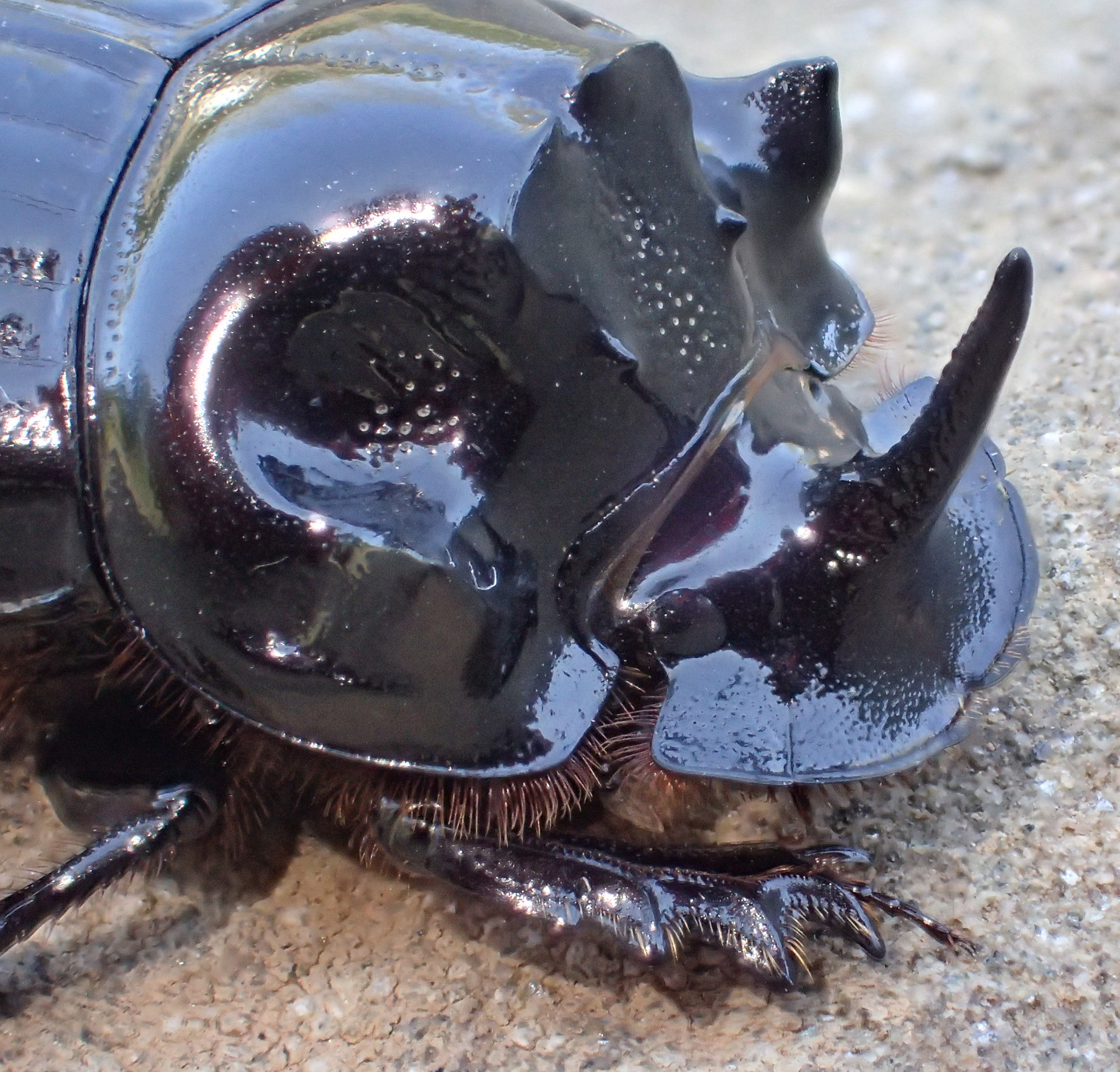
Teilansicht eines männlichen Mondhornkäfers

Der Mondhornkäfer (Copris lunaris) ist eine Käferart aus der Familie der Blatthornkäfer (Scarabaeidae).

## Merkmale
Die Käfer erreichen eine Größe von 16 bis 24 Millimeter. Sie sind von gedrungener Gestalt, schwarz, mit einem breiten, zipfelig wirkenden Rückenschild und dem charakteristischen Horn auf dem kleinen Kopfschild der männlichen Tiere.
Im Gegensatz zu Copris hispanus (Spanischer Mondhornkäfer) ist beim Mondhornkäfer der Vorderrand des Halsschilds hinter dem Kopfhorn nicht ausgerandet, sondern durchgehend leicht konvex abgerundet (Abb. 3, weiße Pfeilspitze). Im Gegensatz zu Copris umbilicatus, der ebenfalls einen gleichmäßig konvexen Halsschildvorderrand hat, sind beim Mondhornkäfer die Schienen der Vorderbeine mit vier Außenzähnen versehen, nicht mit drei (Abb. 2). Außerdem erlischt die Punktur des Halsschilds in dem Bereich vor dem Schildchen nahezu bis ganz (Abb. 3, grüne Pfeilspitze) und wird nicht nur etwas schwächer. Weiterhin wird beim Mondhornkäfermännchen vorn am Halsschild beidseitig ein Seitenzahn ausgebildet, der beim Weibchen noch als Buckel angedeutet ist (Abb. 2, blaue Pfeilspitze). Schließlich fehlt dem Mondhornkäfer die Grube, der bei Copris umbilicatus auf dem Metasternum ausgebildet ist.

### Synonyme
- Copris belisama Schrank, 1798[1]
- Scarabaeus bifidus Poda, 1761[1]
- Copris castaneus Mulsant, 1842[1]
- Copris corniculatus Mulsant, 1842[1]
- Copris deletus Mulsant, 1842[1]
- Scarabaeus emarginatus Olivier, 1789[1]
- Copris gistelianus Gistl, 1857[1]
- Copris jenisonianus Gistl, 1857[1]
- Scarabaeus lunus Schrank, 1798[1]
- Copris obliteratus Mulsant, 1842[1]
- Scarabaeus quadridentatus De Geer, 1778[1]

## Vorkommen
Das Verbreitungsgebiet des Mondhornkäfers umfasst ganz Kontinentaleuropa außer dem Nordosten, Vorkommen in Großbritannien sind zweifelhaft. In Deutschland hat er keine Verbreitungsgrenze, ist aber im Norden seltener als im Süden. In Schleswig-Holstein ist er im Lebensraum trockene Heide, z. B. in der Lüneburger Heide, anzutreffen.

## Lebensweise
Die Larven des Mondhornkäfers ernähren sich von Rindermist oder Kaninchenkot, seltener werden sohwohl Larven als auch adulte Tiere unter Pferdekot gefunden. Das Männchen transportiert den Kot, der als Larvennahrung dient, in die Brutkammer, wo er vom Weibchen zu Kugeln, den sogenannten Brutbirnen, geformt wird. Auf diese wird dann ein Ei abgelegt. In einer Brutkammer werden etwa sieben bis acht Brutbirnen angelegt. Das Weibchen überwacht über vier Monate die Entwicklung der Larven und Puppen bis zum Schlüpfen der Käfer und bessert regelmäßig die Brutbirnen aus, damit sie immer ihre glatte Oberfläche behalten und auch schimmelfrei bleiben. Bei regelmäßiger Versorgung mit gutem Pferdekot können die Käfer ein Alter von deutlich mehr als einem Jahr erreichen, insbesondere Männchen, die noch nicht begattet hatten. Sie ernähren sich dabei von den saftigen, breiigen Partien zwischen dem zähen Faseranteil der Pferdeäpfel. Die Tiere, zumindest die Männchen, vermögen gut hörbar zu stridulieren.
Der Mondhornkäfer gehört in  Deutschland zu den streng geschützten Käferarten gemäß Bundesartenschutzverordnung.